# Herminia glaucinalis
Herminia glaucinalis är en fjärilsart som beskrevs av Carl von Linné sensu Denis och Ignaz Schiffermüller 1775. Herminia glaucinalis ingår i släktet Herminia och familjen nattflyn. Inga underarter finns listade i Catalogue of Life.